# جهان (إسفراين)
جهان (بالفارسية: جهان) هي قرية تقع في قسم بام الريفي (مقاطعة إسفراين) في إيران. يقدر عدد سكانها بـ 563 نسمة بحسب إحصاء 2016.